# Сен Сир сюр Мер
Сен Сир сюр Мер (на френски: Saint-Cyr-sur-Mer) е селище в югоизточна Франция, в департамент Вар на регион Прованс-Алпи-Лазурен бряг. Населението му е 11 752 души (по данни от 1 януари 2016 г.).
Сен Сир сюр Мер е предградие на Тулон, разположено на 20 km северозападно от центъра на града, на брега на Средиземно море. Кварталът Лок е известен морски курорт. Селището е обособено през 1825 година, преди което е част от Кадиер д'Азюр.

## География
Сен Сир сюр Мер е разположен на брега на Средиземно море, на 10 km западно от Бандол, на 11 km източно от Сиота и на 3 km от изход 10 на Автомагистрала A50, свързваща Марсилия (на 38 km) с Тулон (на 25 km). Селището включва три обособени квартала – Сен Сир (Saint-Cyr) във вътрешността, Лек (Les Lecques) – главното пристанище и известен морски курорт и Мадраг (La Madrague) – около т.нар. Малко пристанище на Сен Сир. През територията на общината преминава река Дегутан.
Климатът е типично средиземноморски (Csb по Кьопен), с над 2800 слънчеви часа годишно, което се дължи най-вече на мистрала, духащ средно 93 дни в годината. Средното годишно количество на валежите е 525 mm, а средногодишната температура – 15 °C. През зимата температурите практически не падат под 5 °C, а през лятото могат да надхвърлят 30 °C.